# Kršćanstvo u Iraku
Kršćanstvo u Iraku pojavilo se u 1. stoljeću, za čiju su pojavu zaslužni apostoli Toma i Tadej te njihovi učenici Agagi i Mari. Kršćanska zajednica u Iraku spada među najstarije u svijetu. Pretežnu većinu iračkog kršćanskog pučanstva čine Asirci koji govore istočnim aramejskim jezikom, no postoji i znatna manjina Armenaca. Kaladejski katolici su najbrojnija kršćanska denominacija u Iraku.
Broj kršćana u Iraku 2003. bio je oko 1.5 milijuna, što je predstavljalo 5% ukupnog iračkog pučanstva. Broj kršćana 1987. bio je 1.4 milijuna, kada su činili 8% ukupnog pučanstva. Nakon rata u Iraku procjenjuje se da je broj kršćana spao na 450 000 do 2013., dok neki govore o brojci od 200 000. Kršćani pretežno žive u Bagdadu, Basri, Mosulu i Kirkuku, te asirskim gradovima i regijama, kao što su Ninivske gore na sjeveru zemlje.

## Kršćanske zajednice

### Asirske crkve istočnog obreda
Većina iračkih kršćana pripada ogranku sirskog kršćanstva, čiji su sljedbenici glavninom Asirci.
- Kaladejska katolička Crkva
- Sirska pravoslavna Crkva
- Sriska katolička Crkva
- Drevna Crkva Istoka
- Asirska Crkva Istoka

### Crkve armenskog obreda
Pripadnici armenskih crkvi u glavnini su Armenci.
- Armenska apostolska Crkva
- Armenska katolička Crkva

### Druge crkve
Sljedbenici drugih crkvi većinom su Arapi i Kurdi.
- Antiohijska pravoslavna Crkva
- Melkitska grkokatolička Crkva (grčkog obreda)
- Rimokatolička Crkva (latinskog obreda)
- razne protestantske crkve

## Povijest
Kršćanstvo su u Irak u 1. stoljeću donijeli apostoli Toma i Tadej te njihovi učenici Agagi i Mari. Kršćanska zajednica Asiraca istočnog aramejskog jezika je među najstarijim u svijetu.
Asirci su prihvatili kršćanstvo u 1. stoljeću. Asirija je postala središte kršćanstva istočnog obreda i sirske književnosti od 1. stoljeća do srednjeg vijeka. U prvim stoljećima nakon islamskog osvajanja, asirski učenjaci i liječnici imali su utjecajan položaj u Iraku, no od 13. stoljeća do danas, asirski kršćani bili su žrtve vjerskog i etničkog progona, ali i brojnih pokolja. Sjeverni Irak bio je dominantno naseljen Asircima, kršćanima koji su govorili istočni aramejski jezik, sve do Timurovih razaranja krajem 14. stoljeća. Asirska Crkva Istoka svoje korijenje ima u današnjoj jugoistočnoj Turskoj i Asuristanu (sasanidska Asirija). Krajem 13. stoljeća postojalo je dvanaest nestorijanskih župa u pojasu od Pekinga do Samarkanda. Kada je Timur zauzeo Perziju, Mezopotamiju i Siriju, pučanstvo je bilo desetkovano. Tmiur je u Tikritu obezglavio 70 000 asirskih kršćana, te još 90 000 u Bagdadu. U 17. stoljeću započelo je novo razdoblje kada je emir Afrasijab od Basre dopustio Portugalcima da izgrade crkvu izvan grada. Proglašenjem iračke neovisnosti 1933., iračka vojska provela je veliki pokolj u Simeli nad Asircima koji su podržavali britansku kolonijalnu upravu.
Na popisu pučanstva 1987., u Iraku je bilo 1,4 milijuna kršćana. Živjeli su pod vjerskom tolerancijom u vrijeme baasističkog režima Sadama Huseina. Tarkiz Aziz, kršćanin, bio je njegov zamjenik. No, Sadamov režim provodio je etničke progone, koji su najviše pogodili nearapsko kršćansko pučanstvo, čiju su glavninu činili Asirci istočnog aramejskog jezika (također zvani i Kaldoasirci). Pisanje na asirsko-aramejskom jeziku bilo je zabranjeno, a davanje sirskih kršćanskih i akadskih imena bilo je zabranjeno (pravo ime Tarkiza Aziza bilo je Mihail Juhana). Sadam je također zlorabio vjerske razlike među asirskim kršćanima, između Kaldejske, Asirske Crkve Istoka, Sirkske pravoslavne i Drevne Crkve. Preko dvije tisuće Asiraca bili su žrtve etničkog čišćenja iz svojih gradova i sela u vrijeme kampanje al-Anfal 1989.
Prije Zaljevskog rata 1991., u Iraku je bilo oko milijun kršćana. Baasistički režim Sadama Huseina držao je protukršćansko nasilje pod nadzorom, no provodio je programe preseljenja. Pretežno narodnosno i jezično različiti, Asirci su bili prisiljeni identificirati se kao Arapi. Tijekom rata u Iraku 2003., broj kršćana spao je na oko 800 000.

## Razdoblje nakon Sadamovog svrgavanja
UNHCR je 21. lipnja 2007. pretpostavio je da je 2,2 milijuna Iračana bilo raseljeno u susjdene države, a velika većina njih bili su kršćani. Dva milijuna namjerno su raseljenja, a približno 100 000 Iračana bježalo je u Siriju ili Jordan mjesečno. Nakon invazije na Irak 2003., poraslo je nasilje protiv kršćana. Postali su žrtve otimanja, mučenja, bombaških napada i ubijanja. Neki kršćani bili su prisiljeni prijeći na islam pod prijetnjom ubojstva ili protjerivanja.
Organizacija Međunarodna kršćanska briga prosvjedovala je zbog islamističkih napada na crkve u kojima je ubijeno 11 ljudi. Bulos Iskander, pravoslavni svećenik, 2006. bio je obezglavljen i unakažen unatoč što je za njega bila plaćena otkupnina, a 2008., asirski kaldejski katolički nadbiskup iz Mosula, Palulos Rahadž Pahho, umro je nakon otmice. Potom se 2009. ispred devet crkvi dogodila eksplozija.

## Poznati kršćani
- Eva Yakoub Jabro, ministrica migracija i prognanika, kaldejka[8]